# Tone Palette
Tone Palette（トーン・パレット）は2004年結成の日本のバンド。3人編成である。メンバー本人たちやファンらはとんぱれと呼んだり、表記することが多い。

## バンド名の由来
一つのジャンルにとらわれることなく、いろいろなものを吸収して交じり合い、表現し合う場を「パレット」に例え音楽を奏でるというバンドのコンセプトから。

## メンバー
- たかし（ヴォーカル）- 1月1日生まれ
- せきあき（ギター）- 6月20日生まれ
- まこと（ベース） - 7月5日生まれ

## ディスコグラフィー

### シングル
- 雨音（2009年10月7日、作詞：せきあき　作曲：せきあき）
- 君への手紙（2009年11月4日）
- ぎゅっと（2010年7月7日）

### アルバム
- Dance!!（2008年） 　　　　　　　　
  1. Dance!!（作詞：たかし　作曲：せきあき）
  2. ありがとう（作詞：たかし　作曲：せきあき）- 千葉真一主演・監督作『親父』のending曲
  3. アエルカナ?（作詞：まこと　作曲：たかし）
  4. 祭（作詞：たかし　作曲：せきあき）
  5. 道（作詞：まこと　作曲：まこと）
  6. Stand UP!!（作詞：まこと　作曲：せきあき）

## ライブ
- 2008年11月16日（日）- 新宿ルイードK4
- 2009年1月30日（金）- Cafe Decision（アートカフェ）- アコースティック・ミニライブ
- 2009年4月2日（木）- 新宿JAM(ジャム)
- 2009年6月5日（金）- Cafe Decision（アートカフェ）
- 2009年9月25日（金）- Cafe Decision（アートカフェ）
- 2010年1月26日（火）- 宇都宮ヘブンズロック
- 2010年2月19日（金）- Cafe Decision（アートカフェ）
- 2010年3月5日（金）- 恵比寿ギルティ
- 2010年4月10日（土）- ショッピングモール ベルモール（栃木県宇都宮）
- 2010年6月16日（水）- 宇都宮ヘブンズロック
- 2010年6月30日（水）- L＠N赤坂「テレビ収録ライブ」
- 2010年7月26日（月）- L＠N赤坂「テレビ収録ライブ」
- 2010年8月26日（木）- L＠N赤坂「テレビ収録ライブ」
- 2010年9月27日（月）- L＠N赤坂「テレビ収録ライブ」
- 2010年10月16日（土）- Cafe Decision（アートカフェ）
- 2010年10月29日（金）- L＠N赤坂「テレビ収録ライブ」
- 2011年1月29日（土）- 渋谷ギルティ「Buzz Carnival VOL.1」